# Alciphron
Ἀλκίφρων
Compléments
auteur de Lettres de pêcheurs, de paysans, de parasites et d’hétaïres
Alciphron (en grec ancien Ἀλκίφρων / Alkíphrôn) est un rhéteur et épistolographe (auteur de correspondances fictives) grec du IIe siècle ou du début du IIIe siècle, ayant vécu entre Lucien de Samosate, qu'il copie, et Élien, qui le copie.
Il est l'auteur d'un recueil de 122 lettres fictives, censément écrites au IVe siècle av. J.-C. L'ouvrage est composé de quatre livres :
- livre I : lettres de pêcheurs ;
- livre II : lettres de paysans ;
- livre III : lettres de parasites ;
- livre IV : lettres de prostituées.

Alciphron fait s'exprimer des personnages réels, comme le poète comique Ménandre, ou l'hétaïre Phryné, ainsi que de personnages de la Nouvelle Comédie. D'autres encore sont inventés de toutes pièces. Chacun des personnages parle de sa vie quotidienne, dans un ionien-attique très classique.

## Éditions
- Lettres de pêcheurs, de paysans, de parasites et d’hétaïres, trad. Anne-Marie Ozanam, Belles Lettres, coll. « La Roue à livres », 1999  (ISBN 978-2251390314) ;
- Lettres de pêcheurs, de paysans, de parasites et d’hétaires, trad. Stéphane de Rouville (livres II et III).
- (en) Œuvres complètes avec commentaires, traduction et notes